# 탈라 (아레초도)
키티냐노 (Talla) 이탈리아 토스카나주의 아레초도에 위치한 코무네 (지방자치단체)이다.